# اتحادیه موتالا
اتحادیه موتالا (به لاتین: Moutala Union) یک منطقهٔ مسکونی در بنگلادش است که در Kaliganj Upazila, Satkhira District واقع شده‌است.